# Diana Popova

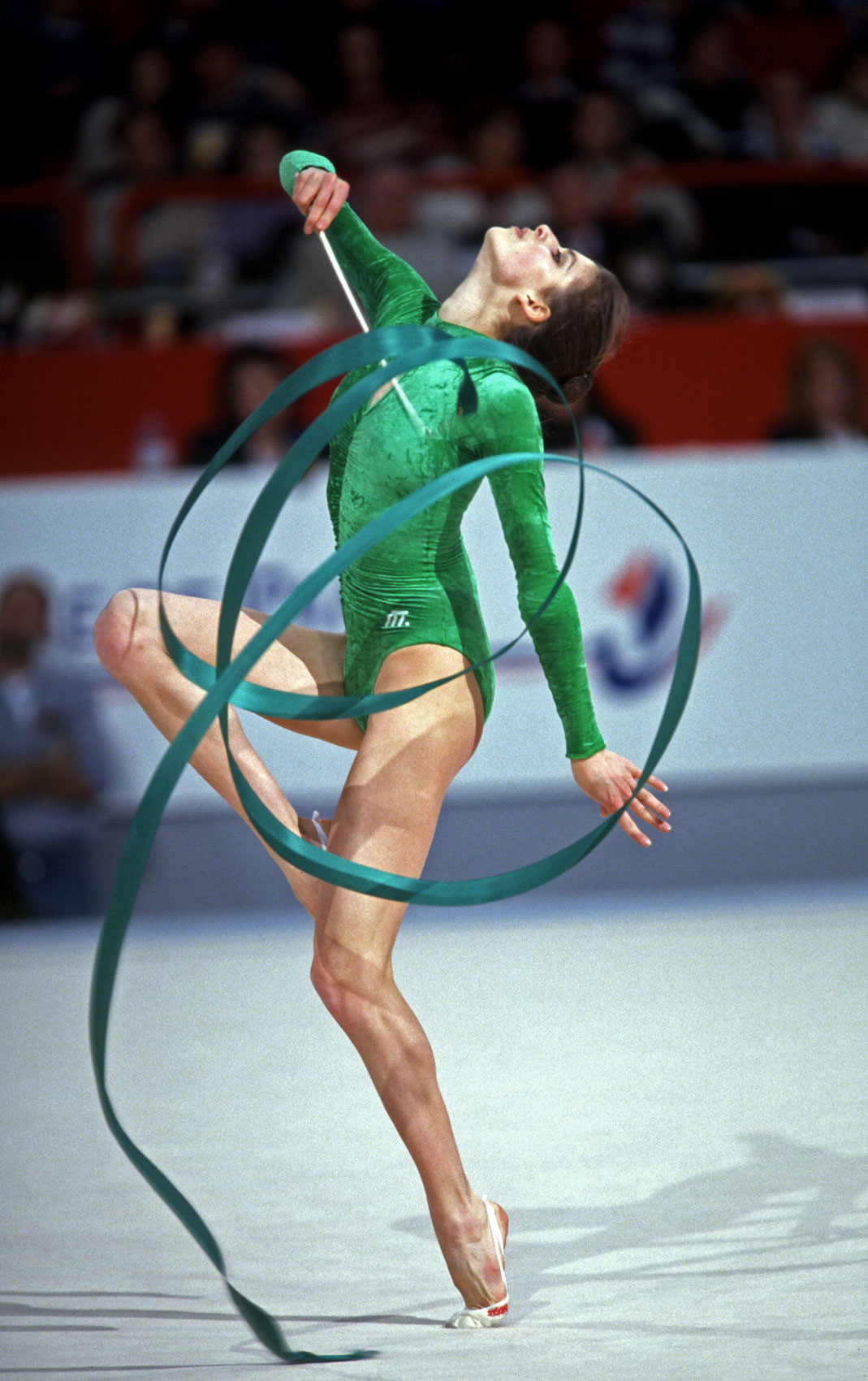

Diana Popova (en búlgaro, Диана Антониева Попова) es una ex gimnasta rítmica búlgara nacida en Plovdiv el 10 de diciembre de 1976. 

## Trayectoria
Fue una de las destacadas de la gimnasia rítmica mundial durante parte de la década de los años 90. 
En el campeonato de Europa júnior disputado en 1991 en Lisboa obtuvo la medalla de plata en el concurso completo, por detrás de su compatriota Zornitsa Kalenska, y dos medallas de oro en las finales de cinta y de aro y otra de plata por equipos con Bulgaria, junto a sus compañeras Zornitsa Kalenska e Iva Ivanova.
Ya en categoría sénior, participó en el Campeonato de Europa de 1992 de Stuttgart, donde obtuvo la medalla de oro por equipos, en esta ocasión junto a María Petrova y Dimitrinka Todorova y fue séptima en el concurso completo, sexta en mazas y octava en cuerda. Ese mismo año participó en los Juegos Olímpicos de Barcelona, en los que finalizó ocupando el noveno lugar. Meses más tarde, en el campeonato del mundo del mismo año de Bruselas fue sexta en el concurso general, medalla de bronce en mazas, cuarta en pelota, quinta en cuerda y sexta en aro. 
En 1994, en el Campeonato de Europa celebrado en Salónica fue medalla de bronce en la final de cuerda y también por equipos, mientras que acabó quinta tanto en cinta como en aro y séptima en mazas. En el Campeonato Mundial de París fue octava en el concurso completo individual, así como en las finales de pelota y mazas, y sexta en la de aro. 
En 1995, en el Campeonato Mundial de Viena fue medalla de plata por equipos, junto a María Petrova; séptima en el concurso completo, mientras que finalizó cuarta en cinta y sexta tanto en pelota como en cuerda. 
En el año 1996 estuvo en el Campeonato de Europa de Asker, donde fue octava en el concurso completo, medalla de bronce en cinta y también en cuerda; cuarta en pelota y quinta en mazas, además de medalla de bronce por equipos junto a Stela Salapatiyska. Ese mismo año también participó en el Campeonato Mundial de Budapest, donde logró la medalla de bronce en cuerda y el cuarto lugar en cinta. El mismo año participó en los Juegos Olímpicos de Atlanta, pero no pudo pasar de semifinales, al ocupar la undécima posición.